# Franciscus Junius (filoloog)

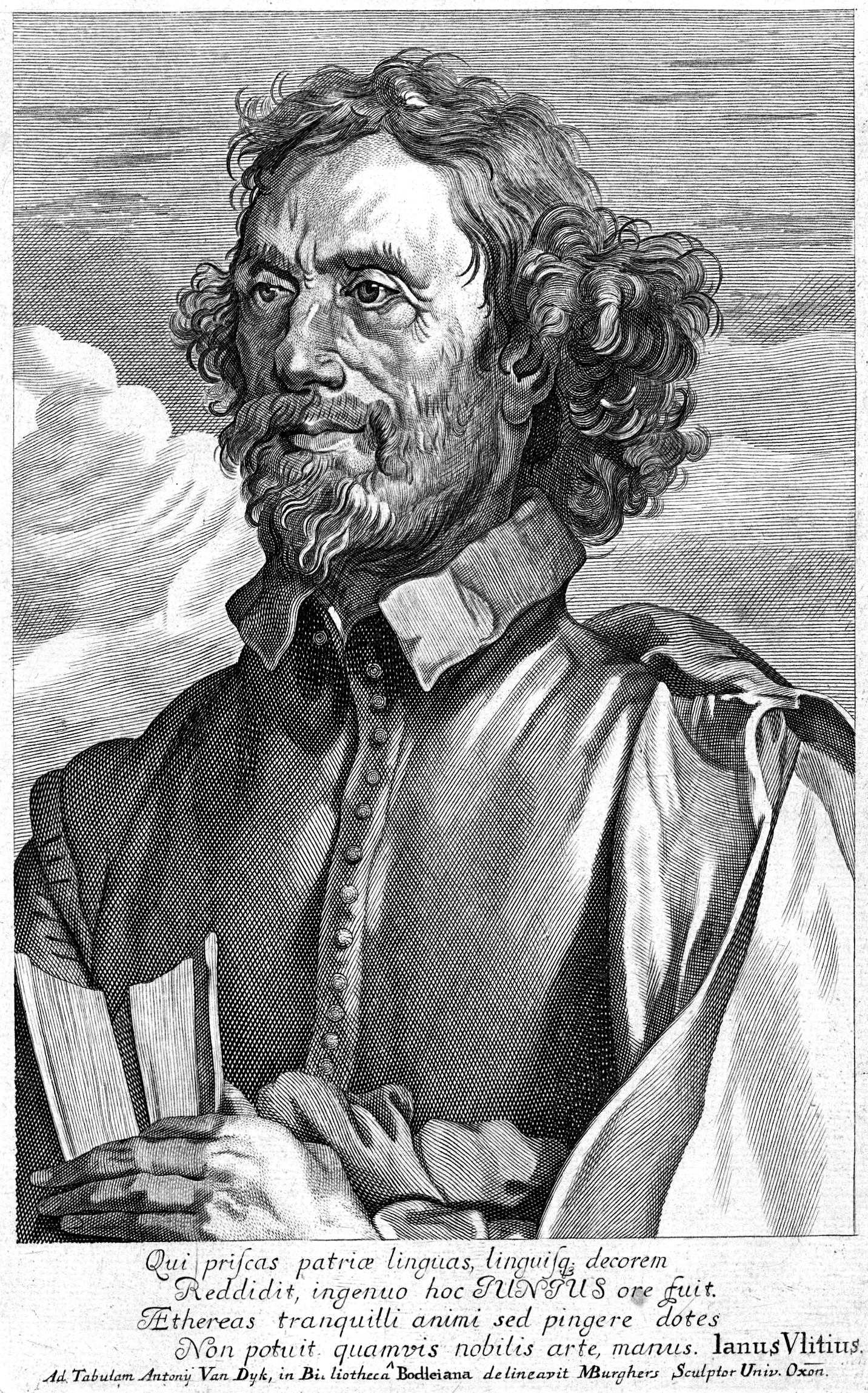
François Junius (Michael Burghers, 1698, naar Anthony van Dyck)

Franciscus Junius (Heidelberg, 29 januari 1591 – Windsor, 1677) was een Nederlands filoloog die een groot deel van zijn leven in Engeland doorbracht. Junius groeide op in Leiden waar zijn vader, ook Franciscus Junius (theoloog), hoogleraar Hebreeuws was. Hij is auteur van het invloedrijke  schildertraktaat De Schilder-konst der Oude (Middelburg 1641), dat ook in het Latijn en Engels verscheen.
In 1665 verzorgde Junius de allereerste integrale teksteditie van de Gotische Bijbel van Wulfila.
Zijn naam wordt verbonden met het Junius Manuscript: een unieke collectie van Oudengelse gedichten.